# PT Lapindo Brantas
PT Lapindo Brantas é uma companhia petrolífera da Indonésia.

## História
A companhia foi estabelecida como uma joint-venture da PT. Energi Mega Persada Tbk. (50%), PT. Medco Energi Tbk. (32%) e Santos Australia (18%).